# フィフス・エステート/世界から狙われた男
『フィフス・エステート/世界から狙われた男』（フィフスエステート せかいからねらわれたおとこ、The Fifth Estate）は、2013年にアメリカ合衆国で制作されたスリラー映画。内部告発サイトウィキリークスと、その創設者ジュリアン・アサンジを描いている。
ダニエル・ドムシャイト＝ベルク著のノンフィクション『ウィキリークスの内幕』と、デヴィッド・リーとルーク・ハーディング著のノンフィクション『ウィキリークス アサンジの戦争』を原作にしている。ジュリアン・アサンジをベネディクト・カンバーバッチが演じ、監督をビル・コンドンが務めた。
日本では劇場公開はされず、2014年7月16日からビデオ・オン・デマンドが開始され、2015年2月18日にソフトが発売された。

## キャスト
※括弧内は日本語吹き替え
- ジュリアン・アサンジ - ベネディクト・カンバーバッチ（咲野俊介）
- ダニエル・ドムシャイト＝ベルク（英語版） - ダニエル・ブリュール（小松史法）
- サム・コルソン - アンソニー・マッキー（桂一雅）
- ニック・デイヴィス - デヴィッド・シューリス（遠藤純一）
- アンケ・ドムシャイト＝ベルク - アリシア・ヴィキャンデル（植竹香菜）
- ジェームズ・ボスウェル - スタンリー・トゥッチ（世古陽丸）
- サラ・ショウ - ローラ・リニー（藤本喜久子）
- マーカス - モーリッツ・ブライプトロイ（坂詰貴之）
- ビルギッタ・ヨンスドッティル - カリス・ファン・ハウテン（岡本麻弥）
- アラン・ラスブリジャー - ピーター・カパルディ（伊藤和晃）

## 制作
主演のベネディクト・カンバーバッチは、撮影前にジュリアン・アサンジ本人から「本作への出演を考え直してほしい」という内容の10ページにも及ぶメールをもらっていたことをガーディアンに明かしている。またアサンジは、描かれているほとんどの事柄が実際には起こっていないことや、実在しない人物が登場する等の理由から、本作に対して否定的な見解を述べている。

## 評価
レビュー・アグリゲーターのRotten Tomatoesでは181件のレビューで支持率は35%、平均点は5.40/10となった。Metacriticでは42件のレビューを基に加重平均値が49/100となった。
フォーブスは、本作は2013年に封切られたハリウッドのメジャー映画作品の中で「最も製作費を回収出来なかった作品」だったと発表した。